# Церква Святого Миколая (Залижня)
Церква Святого Миколая в Зали́жні — храм ПЦУ в селі Залижні Сокальської громади Шептицького району Львівської области України.

## Історія
Попередній дерев'яний храм належав до пам'яток місцевого значення. Тризрубна святиня була побудована на цегляному підмурівку приблизно 1760 року. А поруч з нею була кам'яна дзвіниця, яку в 1998 році спроєктував архітектор Микола Рибенчук. Реставрацію церкви здійснювали в 1989 та 2006 роках. У травні 2011 року вона згоріла.
У 2011—2016 роках тривало будівництво нової мурованої церкви, в якій нині проводяться богослужіння.

## Парохи
- о. Василь Ониськів — нині.